# 芬德利 (俄亥俄州)
芬德利（Findlay）是美国俄亥俄州汉考克县一个城市，是汉考克县的县城。城市都会区通常被称为大芬德利都市区。 芬德利位于俄亥俄州西北部，距离托莱多南部约64公里。 2010年人口普查时人口41202人。 它是芬德利大学的所在地。 芬德利是汉考克县的两个城市之一，另一个是福斯托里亚。芬德利是俄亥俄州西北第二大城市。

## 历史
在1812年的战争中，辛辛那提的詹姆斯·芬德利上校建造了一条道路和一个围栏，在大黑沼泽地区运送和庇护部队。这个围栏为纪念他而命名芬德利。在战争结束时，芬德利社区诞生了。 第一批城镇地段由未来俄亥俄州州长约瑟夫·万斯和埃尔纳森·科里在1821年布局。